# Svahilščina
Svahili (v svahiliju Kiswahili) je jezik iz skupine bantujskih jezikov, ki je razširjen ob obali Indijskega oceana od severne Kenije do severnega Mozambika, vključno s Komori. Le okoli 5–10 milijonov ljudi ga govori kot svojo materinščino, vendar je eden od uradnih/državnih jezikov Tanzanije, Kenije, Demokratične republike Kongo in Ugande. V večinskem delu vzhodne Afrike se uporablja kot lingua franca (vključno z Ruando, Burundijem ter nekaterimi deli Malavija, Somalije, Zambije in Mozambika.
Komorščino, jezik Komorskih otokov, nekateri uvrščajo med svahilijska narečja, nekateri pa jo obravnavajo kot poseben jezik. V Keniji in nekaterih delih Ugande govorijo tudi mešanico svahilija in angleščine, ki se imenuje šeng (sheng). V svahiliju predstavljajo 16 do 20 % besedišča arabske sposojenke, vključno s samim imenom jezika svahili (ki izvira iz arabske besede sawāḥilī in pomeni obalen). Velik delež besedja arabskega izvora je posledica več stoletij trgovskih stikov med Arabci in bantujskega prebivalstva na vzhodni obali Afrike.
Točno število govorcev svahilija, tako maternih govorcev kot govorcev svahilija kot drugega jezika, ni znano in je predmet debat. Po različnih ocenah je skupno število govorcev od 50 do 100 milijonov.
Svahili je tudi eden od delovnih jezikov Afriške unije in Južnoafriške razvojne skupnosti (SADC). Uradno velja tudi za linguo franco Vzhodnoafriške skupnosti (EAC). Leta 2008 je Južna Afrika legalizirala poučevanje svahilija v svojih šolah; leta 2020 so jo nekatere šole uvedle kot izbirni predmet. Leta 2020 je zgledu sledila tudi Bocvana.

## Fonologija

### Samoglasniki
Standardni svahili pozna pet samoglasnikov: /ɑ/, /ɛ/, /i/, /ɔ/ in /u/. Samoglasniški upad ni prisoten, ne glede na mesto naglasa v besedi, vendar pa se glede na trditve jezikoslovca Edgarja Poloméja samoglasniki /ɛ/, /i/, /ɔ/ in /u/ izgovarjajo kot taki le v naglašenih zlogih. V nenaglašenih zlogih in pred prenazaliziranimi soglasniki se izgovarjajo kot /e/, /ɪ/, /o/ in /ʊ/. Polomé tudi navaja, da se /ɑ/ kot tak izgovori le za w, v vseh drugih položajih pa kot [a]. A se na koncu besede lahko izgovarja tudi kot [ə]. Svahilijski samoglasniki so lahko dolgi in se v takih primerih zapisujejo s podvojeno črko (primer: kondoo, v pomenu ovca).

### Soglasniki
|                        |                         | Ustnični (labialni) | Zobni (dentalni) | Zobnojezični (alveolarni) | Zadlesnični (postalveolarni) / nebnojezični (palatalni) | Mehkonebni (velarni) | Glasilčni (glotalni) |
| ---------------------- | ----------------------- | ------------------- | ---------------- | ------------------------- | ------------------------------------------------------- | -------------------- | -------------------- |
| Nosniki (nazalni)      | Nosniki (nazalni)       | m ⟨m⟩               |                  | n ⟨n⟩                     | ɲ ⟨ny⟩                                                  | ŋ ⟨ng'⟩              |                      |
| Zaporniki              | prenazalizirani         | mb̥ ⟨mb⟩             |                  | nd̥ ⟨nd⟩                   | nd̥ʒ̊ ⟨nj⟩                                                | ŋɡ̊ ⟨ng⟩              |                      |
| Zaporniki              | implozivni / zveneči    | ɓ ~ b ⟨b⟩           |                  | ɗ ~ d ⟨d⟩                 | ʄ ~ dʒ ⟨j⟩                                              | ɠ ~ ɡ ⟨g⟩            |                      |
| Zaporniki              | nezveneči               | p ⟨p⟩               |                  | t ⟨t⟩                     | tʃ ⟨ch⟩                                                 | k ⟨k⟩                |                      |
| Zaporniki              | pridišniki (aspirirani) | (pʰ ⟨p⟩)            |                  | (tʰ ⟨t⟩)                  | (tʃʰ ⟨ch⟩)                                              | (kʰ ⟨k⟩)             |                      |
| Priporniki (frikativi) | prenazalizirani         | mv̥ ⟨mv⟩             |                  | nz̥ ⟨nz⟩                   |                                                         |                      |                      |
| Priporniki (frikativi) | zveneči                 | v ⟨v⟩               | (ð ⟨dh⟩)         | z ⟨z⟩                     |                                                         | (ɣ ⟨gh⟩)             |                      |
| Priporniki (frikativi) | nezveneči               | f ⟨f⟩               | (θ ⟨th⟩)         | s ⟨s⟩                     | ʃ ⟨sh⟩                                                  | (x ⟨kh⟩)             | h ⟨h⟩                |
| Drsniki (aproksimanti) | Drsniki (aproksimanti)  |                     |                  | l ⟨l⟩                     | j ⟨y⟩                                                   | w ⟨w⟩                |                      |
| Vibranti               | Vibranti                |                     |                  | r ⟨r⟩                     |                                                         |                      |                      |